# Rudze
Rudze ist eine Ortschaft mit einem Schulzenamt der Gemeinde Zator im Powiat Oświęcimski der Woiwodschaft Kleinpolen in Polen.

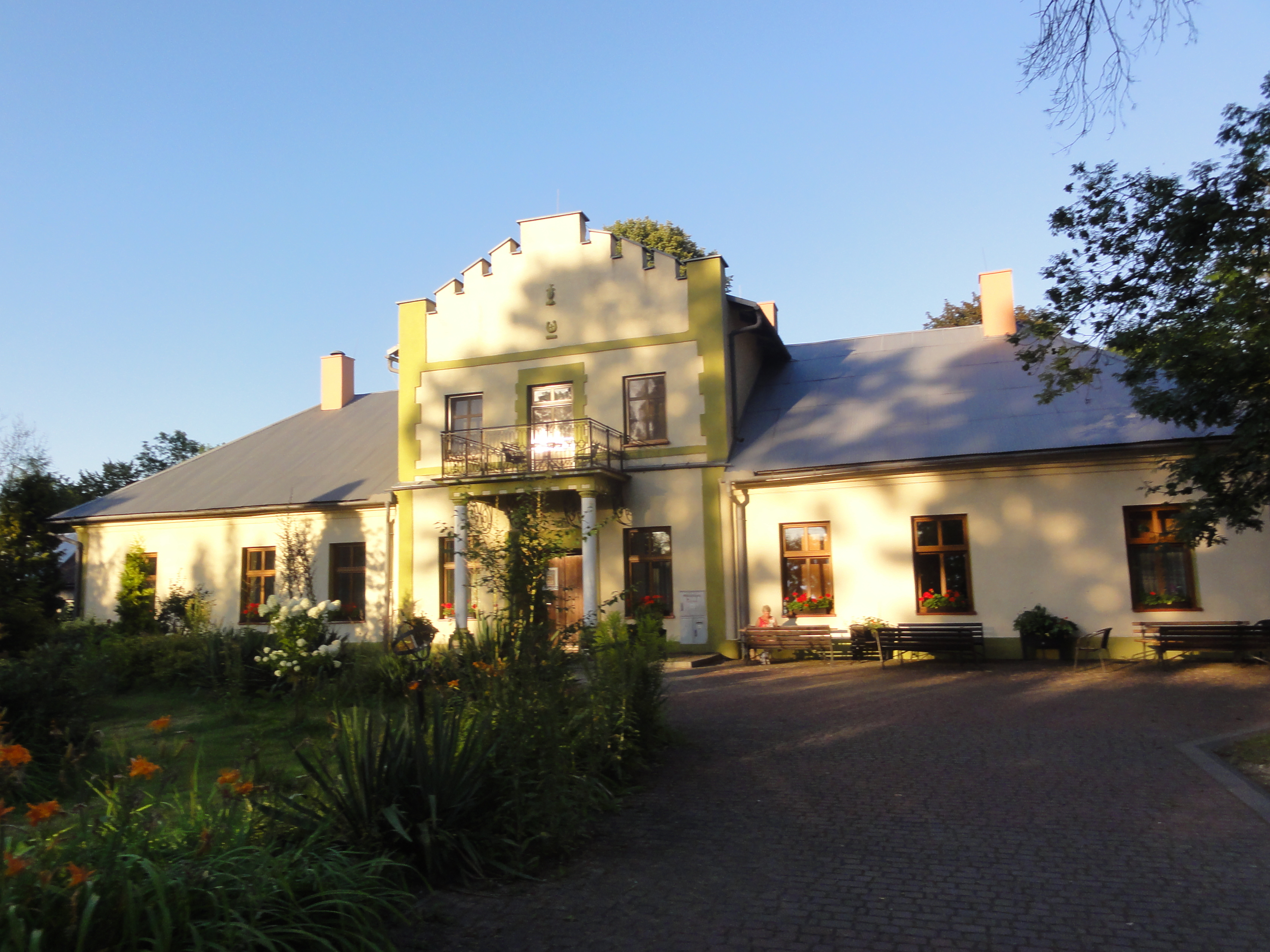
Gutshof

## Geographie
Der Ort hat eine Fläche von 377 ha.
Nachbarorte sind die Stadt Zator im Norden, Trzebieńczyce und Grodzisko im Osten, Graboszyce im Südosten, Gierałtowice, Gierałtowiczki und Przybradz im Südwesten.

## Geschichte
Im Jahr 1569 bestätigte der König Sigismund II. August die Privilegien der Stadt Zator, darunter einen aus dem Jahr 1292, wo das Dorf Rudzye erwähnt wurde. Der topographische Name ist vom Bach Rudka (ruda – Erz) abgeleitet.
Politisch gehörte das Dorf später zum Herzogtum Auschwitz, dies bestand ab 1315 in der Zeit des polnischen Partikularismus. Seit 1327 bestand die Lehnsherrschaft des Königreichs Böhmen. Seit 1445 gehörte es zum Herzogtum Zator, dieses wurde im Jahr 1494 an den polnischen König verkauft. 1564 wurde Rudze als Teil des neuen Kreises Schlesien der Woiwodschaft Krakau an das Königreich Polen, ab 1569 die polnisch-litauische Adelsrepublik, völlig inkorporiert.
Der Ort gehörte dann den Adelsfamilien Rudzki, Noskowski, Russocki, Biberstein—Starowieyski, Bobrowski und Chrząszcz.
Bei der Ersten Teilung Polens kam Rudze 1772 zum neuen Königreich Galizien und Lodomerien des habsburgischen Kaiserreichs (ab 1804). Ab 1782 gehörte es dem Myslenicer Kreis (1819 mit dem Sitz in Wadowice). Nach der Aufhebung der Patrimonialherrschaften bildete es nach 1850 eine Gemeinde im Bezirk Wadowice.
1918, nach dem Ende des Ersten Weltkriegs und dem Zusammenbruch der k.u.k. Monarchie, kam Rudze zu Polen. Unterbrochen wurde dies nur durch die Besetzung Polens durch die Wehrmacht im Zweiten Weltkrieg. Es gehörte dann zum Landkreis Bielitz im Regierungsbezirk Kattowitz in der Provinz Schlesien (seit 1941 Provinz Oberschlesien).
Von 1975 bis 1998 gehörte Rudze zur Woiwodschaft Bielsko-Biała.

## Verkehr
Durch Rudze verläuft die Staatsstraße DK 28, die Zator durch Nowy Sącz mit Przemyśl verbindet.